# Lina Espina-Moore
Lina Espina-Moore (Toledo, 20 mei 1919 - december 2000) was een Filipijns schrijfster.

## Biografie
Lina Espina-Moore werd geboren op 20 mei 1919 in Toledo in de Filipijnse provincie Cebu. Ze was het vijfde kind en tweede dochter van Yrinea Regner and Gerundio Espina. Na het behalen van een Associate degree aan het Southern College in Cebu City vertrok ze naar Manilla voor een studie rechten aan de Far Eastern University. De uitbraak van de Tweede Wereldoorlog onderbrak haar studie. Tijdens de oorlog zat ze in het verzet en zat ze 43 dagen gevangen in 1943.
Na de oorlog verdiende ze de kost met schrijven. Ze was werkzaam als persvoorlichter voor Malacanang Palace en maakte later naam als krantenverslaggever. In 1960 trouwde ze met de Amerikaan Climpson Moore, een zakenman in de houtbusiness. Ze woonden na hun huwelijk 16 jaar lang in de Cordillera Central aan de voet van Mount Data. Daar schreef Espina-Moore twee romans: Heart of the Lotus (1970) en A Lion in the Home (1980). Na de dood van haar echtgenoot in 1976 keerde Espina-Moor terug naar Manilla. In 1985 publiceerde ze een collectie van korte verhalen tussen 1958 en 1980, genaamd Cuentos. Daarna rondde ze haar derde roman af, genaamd The Honey, the Locusts (1992). Hierin verwerkte ze de door haar opgedane ervaringen in de Tweede Wereldoorlog. In 1995 publiceerde een twee verhalenbundel onder de naam Choice.
Espina-Moore schreef ook romans en verhalen in het Cebuano. Dit werk is echter nooit gepubliceerd. Voor haar werk ontving Espina-Moore diverse onderscheidingen. Zo kreeg ze in 1992 van de Writers Union of the Philippines een Gawad Pamantasang Alagad ni Balagtas en was ze in 1989 een van de zes winnaars van een SEA Write Award.
In 1997 keerde ze terug naar Cebu, waar ze in 2000 overleed op 81-jarige leeftijd. Ze was van 1960 tot diens door op 14 oktober 1976 getrouwd met Climpson Moore en kreeg met hem een zoon.